# 海蘭萊克斯 (新澤西州)
海蘭萊克斯（英語：Highland Lakes）是位於美國新澤西州蘇塞克斯縣的普查規定居民點。

## 人口
根據2020年美國人口普查的數據，海蘭萊克斯的面積為12.91平方千米，當中陸地面積為11.19平方千米，而水域面積為1.71平方千米。當地共有人口4816人，而人口密度為每平方千米373.04人。